# República da Macedônia nos Jogos Olímpicos de Verão da Juventude de 2010
A Macedônia participou dos Jogos Olímpicos de Verão da Juventude de 2010 em Cingapura. Sua delegação foi formada por seis atletas de quatro esportes.

## Natação
| Evento                | Atleta           | Qualificação | Qualificação | Semifinais  | Semifinais  | Final       | Final       |
| Evento                | Atleta           | Resultado    | Posição      | Resultado   | Posição     | Resultado   | Posição     |
| --------------------- | ---------------- | ------------ | ------------ | ----------- | ----------- | ----------- | ----------- |
| 400 m livre masculino | Marko Blazhevski | 4:05.67      | 17º (7º q3)  |             |             | Não avançou | Não avançou |
| 100 m livre feminino  | Simona Marinova  | 1:01.21      | 43º (8º q3)  | Não avançou | Não avançou | Não avançou | Não avançou |
| 200 m livre feminino  | Simona Marinova  | 2:09.55      | 28º (6º q3)  |             |             | Não avançou | Não avançou |
| 400 m livre feminino  | Simona Marinova  | 4:25.31      | 12º (4º q2)  |             |             | Não avançou | Não avançou |
| 50 m livre feminino   | Tiana Tasevska   | 28.11        | 30º (6º q6)  | Não avançou | Não avançou | Não avançou | Não avançou |
| 100 m livre feminino  | Tiana Tasevska   | 1:01.04      | 39º (7º q3)  | Não avançou | Não avançou | Não avançou | Não avançou |

## Badminton
| Atleta              | Evento           | Fase de grupos | Fase de grupos                       | Fase de grupos                     | Fase de grupos                         | Fase de grupos | Quartas-de-final | Semifinais  | Final       | Pos. final  |
| Atleta              | Evento           | Grupo          | 1ª rodada                            | 2ª rodada                          | 3ª rodada                              | Pos.           | Quartas-de-final | Semifinais  | Final       | Pos. final  |
| ------------------- | ---------------- | -------------- | ------------------------------------ | ---------------------------------- | -------------------------------------- | -------------- | ---------------- | ----------- | ----------- | ----------- |
| Dragana Volkanovska | Simples feminino | C              | FIN Airi Mikkela D 0-2 (10-21, 5-21) | AUS Tara Pilven D 0-2 (7-21, 3-21) | ESP Carolina Marín D 0-2 (5-21, 10-21) | 4º             | Não avançou      | Não avançou | Não avançou | Não avançou |

## Tênis
| Atleta       | Evento            | 1ª rodada                           | Torneio de consolação                  | Torneio de consolação                       | Torneio de consolação                    | Torneio de consolação             | Pos. final |
| Atleta       | Evento            | 1ª rodada                           | 1ª rodada                              | Quartas-de-final                            | Semifinais                               | Final                             | Pos. final |
| Atleta       | Evento            | Oponente Resultado                  | Oponente Resultado                     | Oponente Resultado                          | Oponente Resultado                       | Oponente Resultado                | Pos. final |
| ------------ | ----------------- | ----------------------------------- | -------------------------------------- | ------------------------------------------- | ---------------------------------------- | --------------------------------- | ---------- |
| Stefan Micov | Simples masculino | SVK Jozef Kovalik D 0-2 (5-7 e 1-6) | CRO Mate Pavić V 2-1 (7-6, 5-7 e 10-7) | CAN Pavel Krainik V (4-3 Krainik abandonou) | ECU Diego Acosta V 2-1 (6-7, 7-6 e 10-7) | BAR Darian King D 0-2 (5-7 e 2-6) | --         |

| Atleta                         | Evento            | 1ª rodada                                             | Quartas-de-final   | Semifinais         | Final              | Pos. final |
| Atleta                         | Evento            | Oponente Resultado                                    | Oponente Resultado | Oponente Resultado | Oponente Resultado | Pos. final |
| ------------------------------ | ----------------- | ----------------------------------------------------- | ------------------ | ------------------ | ------------------ | ---------- |
| Stefan Micov e TUN Ahmed Triki | Duplas masculinas | HUN Márton Fucsovics/ HUN Mate Zsiga D 0-2 (4-6, 2-6) | Não avançou        | Não avançou        | Não avançou        | --         |

## Tiro
| Evento                      | Atleta        | Qualificação | Qualificação | Qualificação | Qualificação | Qualificação | Qualificação | Final       | Final       | Final       | Final       | Final       | Final       | Final       | Final       | Final       | Final       | Final       | Final       | Final       |
| Evento                      | Atleta        | 1            | 2            | 3            | 4            | Total        | Pos.         | 1           | 2           | 3           | 4           | 5           | 6           | 7           | 8           | 9           | 10          | Total final | Total       | Pos. final  |
| --------------------------- | ------------- | ------------ | ------------ | ------------ | ------------ | ------------ | ------------ | ----------- | ----------- | ----------- | ----------- | ----------- | ----------- | ----------- | ----------- | ----------- | ----------- | ----------- | ----------- | ----------- |
| Pistola de ar 10 m feminino | Diana Petrova | 92           | 88           | 93           | 90           | 363          | 18º          | Não avançou | Não avançou | Não avançou | Não avançou | Não avançou | Não avançou | Não avançou | Não avançou | Não avançou | Não avançou | Não avançou | Não avançou | Não avançou |